# パナソニック フォト・ライティング
パナソニックフォト・ライティング株式会社 (Panasonic Photo & Lighting Co., Ltd.) は、かつて存在した大阪府高槻市に本社を置く、パナソニックグループの電気機器・精密機械メーカー。2021年4月にパナソニック株式会社 ライティング事業部内に新設された光源・デバイスビジネスユニットを構成する一つの事業会社。2022年4月1日にパナソニック ライティングデバイス株式会社に吸収合併された。

## 概要
閃光電球（フラッシュバルブ）、ストロボ（エレクトロニックフラッシュ）のメーカーとして著名だったウエスト電気が改称したもの。閃光電球時代は積極的な営業活動を展開していたが、ほどなく松下電器産業（現・パナソニック）の傘下に入り、そのナショナルブランドでの販売と、キヤノンを始めとした大手カメラメーカーへのOEM供給が事業となった。
その後ストロボ内蔵のポケットカメラやコンパクトカメラの設計、製造に進出。ビビターやミノルタ、ライカなどに供給した。特にナショナルブランドで発売していたチャンスという愛称のコンパクトカメラやストロボはコンデンサを2本搭載することにより、充電時間を大幅に短縮できる機種もあった。
この時期のヒット商品にナショナルC-R1がある。これはストロボとAMラジオを内蔵したポケットカメラで、ラジオ用にスピーカーまでも備えていたため、ポケットカメラとしては筐体が大きめではあった。
近年はLUMIX DMC-LS1やDMC-LC70など、パナソニックのデジタルカメラを設計、製造する一方、液晶ディスプレイのバックパネルに使われる冷陰極蛍光灯やそれを使ったバックパネル、LEDを使用したバックパネルも製造していた。
パナソニックブランドによる単体ストロボの販売も行なっていたが、2010年9月に生産から撤退した。
2000年代前半から数回のリストラを実施したが、業績は改善していない。
- 平均年齢 - 全体 42.3歳[要出典]
- 平均勤続年数 - 全体 18.3年[要出典]

### 歴代社長
|      | 氏名       | 在任期間                |
| ---- | ---------- | ----------------------- |
| 初代 | 西原宗一郎 | 1947年 月 - 年 月       |
| 2代  |            | 年 月 - 年 月           |
| 3代  |            | 年 月 - 年 月           |
| 4代  |            | 年 月 - 年 月           |
| 5代  |            | 年 月 - 年 月           |
| 6代  | 松谷伸規   | 年 月 - 2002年9月       |
| 7代  | 大谷泰清   | 2002年10月 - 2007年3月  |
| 8代  | 重西考仁   | 2007年4月 -2009年 3月   |
| 9代  | 三川勝之   | 2009年4月 - 2009年10月  |
| 10代 | 魚屋洋     | 2009年11月 -2010年 11月 |
| 11代 | 皆川明信   | 2010年12月 - 2011年 7月 |
| 12代 | 堀西克己   | 2011年 8月 -2013 年12月 |
| 13代 | 岡本考康   | 2013年12月 - 2018年12月 |
| 14代 | 松原敏夫   | 2019年1月 -2022年３月   |

## 沿革

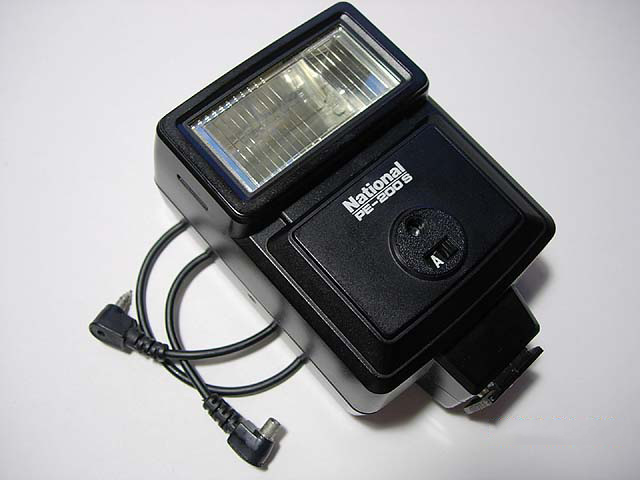
ナショナルPE-200S

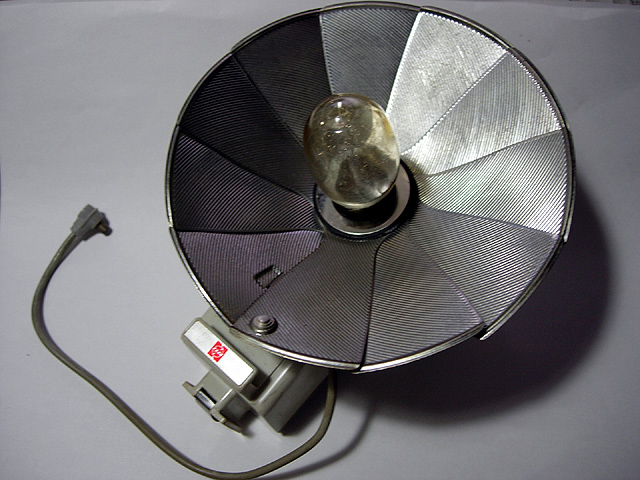
ウエスト電気の閃光電球と発光器

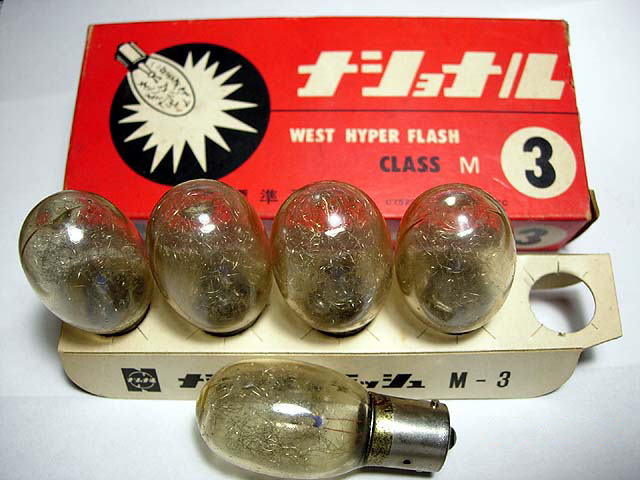
ウエスト電気の閃光電球

- 1947年12月 - ウエスト真空株式会社として設立。白熱電球を製造。
- 1948年7月 - 閃光電球を製造。
- 1951年7月 - ウエスト電気株式会社と改称。
- 1953年7月 - 海外へ輸出。
- 1956年5月 - 松下電器産業株式会社と提携。
- 1960年9月 - ストロボを製造。
- 1964年2月 - 蛍光灯を製造。
- 1968年4月 - キセノン放電管の製造。
- 1969年6月 - 自動車用電球の製造。
- 1972年12月 - 京都府福知山市長田野町に長田野工場を設立。
- 1974年2月 - 韓国ウエスト電気株式会社を設立。
- 1983年5月 - 35mmコンパクトカメラの製造を開始。
- 1986年
  - 3月 - 京都府熊野郡（現・京丹後市）久美浜町に久美浜ウエスト電気株式会社（現在のパナソニック フォト・ライティング久美浜株式会社）を設立。
  - 4月 - バックライト用冷陰極蛍光灯を製造。
- 1988年5月 - カメラとストロボの製造を中国にて委託。
- 1992年7月 - スタジオ用ハロゲンランプを製造。
- 1997年10月 - シンガポールWEST電気株式会社（現パナソニック フォト・ライティングシンガポール株式会社）を設立。
- 2000年8月 - デジタルスチルカメラを開発。
- 2001年1月 - 長田野工場に冷陰極蛍光灯専用工場を増設。
- 2003年9月 - 長田野工場に冷陰極蛍光灯専用工場を増設。
- 2005年4月 - 長田野工場に冷陰極蛍光灯専用工場を増設。
- 2006年
  - 4月 - パナソニック フォト・ライティング株式会社と改称。本社を大阪府高槻市（ライティング社構内）に移転。
  - 10月 - 中国・杭州市に冷陰極蛍光灯専用工場を新設。
- 2007年7月 - ライティング社構内に冷陰極蛍光灯専用工場を新設。
- 2009年4月 - バックライト事業をライティング社に移管。
- 2014年6月 - 深紫外線LED（UV-LED）モジュールの製造販売を開始
- 2015年5月 - UVキセノンの製造販売を開始
- 2015年7月 - PM2.5センサーの販売を開始
- 2017年12月 - TOFカメラの製造販売を開始
- 2022年4月1日 - パナソニック ライティングデバイス株式会社に吸収合併される予定

## 事業所

### 国内
- 本社
- 長田野工場
- パナソニック フォト・ライティング久美浜株式会社

### 海外
- パナソニック フォト・ライティング香港株式会社

### かつての拠点
- 韓国ウエスト電気株式会社 - 2009年12月閉鎖。
- パナソニック フォト・ライティングシンガポール株式会社  2016年閉鎖。
- パナソニック フォト・ライティング台湾株式会社 - 旧・台湾ウエスト電気有限公司。2010年3月閉鎖。
- パナソニック HA（杭州）有限公司 PPLバックライトBU

## 製品
- デジタルカメラ内蔵用ストロボ
- 自動車のダッシュボードやアミューズメント機器用の小型白熱電球
- ハロゲンランプ
- キセノン放電管
- UVLED

## かつての製品
- 冷陰極蛍光灯（液晶ディスプレイのバックライト用）
- 冷陰極蛍光灯を使ったバックパネル
- LEDを使ったバックパネル
- 冷陰極蛍光灯用インバータ

## 関連企業
- パナソニック ライティングデバイス
- パナソニック エレクトリックワークス池田電機